# Earl Clark (cestista)
Earl Rashad Clark (Plainfield, 17 gennaio 1988) è un cestista statunitense.

## Carriera
Viene selezionato con la 14ª scelta al draft 2009 dai Phoenix Suns. Il 28 gennaio 2010 realizza la sua prima tripla in carriera. Il 15 marzo 2010, dopo aver totalizzato una media di appena 2,7 punti e 1,1 rimbalzi in 7,6 minuti in 45 partite, viene assegnato agli Iowa Energy, in D-League.
Il 18 dicembre 2010 viene ceduto insieme a Hidayet Türkoğlu e Jason Richardson agli Orlando Magic in cambio di Vince Carter, Marcin Gortat e Mickaël Piétrus, una prima scelta al draft 2011 e 3 milioni di dollari. Il 16 aprile 2012 realizza la sua prima doppia doppia in carriera, segnando 14 punti e 11 rimbalzi.
Nell'agosto 2011 firma un contratto annuale con gli Zhejiang Lions, in CBA, ma il mese successivo rescinde il suo contratto con la squadra per motivi familiari senza mai essere sceso in campo con la nuova maglia.
Il 10 agosto 2012 viene ceduto ai Los Angeles Lakers nella trade che ha portato Dwight Howard ai Lakers. Il 19 gennaio 2013 realizza due career-high di 22 punti e 13 rimbalzi contro i San Antonio Spurs. L'allenatore Mike D'Antoni ha definito la sua prestazione "fenomenale"; era solo la sua seconda doppia doppia in carriera. Nonostante alcune difficoltà iniziali, è in seguito riuscito a guadagnare spazio grazie anche agli infortuni di Dwight Howard, Pau Gasol e Jordan Hill. Ha realizzato tre doppie doppie nelle successive 6 partite ed è rimasto titolare anche dopo il rientro di Gasol. Dopo tre anni di impiego limitato, ha avuto una media di circa 30 minuti a partita. Le sue prestazioni sono però calate a marzo e D'Antoni ha deciso di ripromuovere Gasol titolare a suo discapito.
Il 12 luglio 2013 firma con i Cleveland Cavaliers. Il 20 febbraio 2014 viene ceduto insieme a Henry Sims e due seconde scelte a draft futuri ai Philadelphia 76ers in cambio di Spencer Hawes; è stato tuttavia tagliato il giorno dopo.
Il 27 febbraio firma un contratto di 10 giorni con i New York Knicks.

## Statistiche

### NBA

#### Regular season
| Anno     | Squadra             | PG  | PT | MP   | TC%  | 3P%  | TL%  | RP  | AP  | PRP | SP  | PP  |
| -------- | ------------------- | --- | -- | ---- | ---- | ---- | ---- | --- | --- | --- | --- | --- |
| 2009-10  | Phoenix Suns        | 51  | 0  | 7,5  | 37,1 | 40,0 | 72,2 | 1,2 | 0,4 | 0,1 | 0,3 | 2,7 |
| 2010-11  | Phoenix Suns        | 9   | 0  | 8,0  | 38,7 | 0,0  | 50,0 | 1,9 | 0,4 | 0,1 | 0,3 | 3,2 |
| 2010-11  | Orlando Magic       | 33  | 0  | 11,9 | 44,1 | 0,0  | 59,5 | 2,5 | 0,2 | 0,2 | 0,5 | 4,1 |
| 2011-12  | Orlando Magic       | 45  | 1  | 12,4 | 36,7 | 0,0  | 72,4 | 2,8 | 0,4 | 0,3 | 0,7 | 2,7 |
| 2012-13  | L.A. Lakers         | 59  | 36 | 23,1 | 44,0 | 33,7 | 69,7 | 5,5 | 1,1 | 0,6 | 0,7 | 7,3 |
| 2013-14  | Cleveland Cavaliers | 45  | 17 | 15,5 | 37,5 | 34,5 | 58,3 | 2,8 | 0,4 | 0,4 | 0,4 | 5,2 |
| 2013-14  | N.Y. Knicks         | 9   | 0  | 7,8  | 33,3 | 16,7 | 80,0 | 1,8 | 0,2 | 0,1 | 0,7 | 2,6 |
| 2014-15  | Brooklyn Nets       | 10  | 0  | 9,3  | 36,7 | 28,6 | 25,0 | 2,3 | 0,3 | 0,3 | 0,4 | 2,7 |
| Carriera | Carriera            | 261 | 54 | 13,9 | 40,3 | 32,8 | 66,4 | 3,0 | 0,5 | 0,3 | 0,5 | 4,4 |

#### Play-off
| Anno     | Squadra       | PG | PT | MP   | TC%  | 3P%  | TL%  | RP  | AP  | PRP | SP  | PP  |
| -------- | ------------- | -- | -- | ---- | ---- | ---- | ---- | --- | --- | --- | --- | --- |
| 2010     | Phoenix Suns  | 3  | 0  | 4,0  | 33,3 | 0,0  | 1,0  | 0,7 | 0,3 | 0,3 | 0,0 | 1,3 |
| 2011     | Orlando Magic | 1  | 0  | 6,0  | 33,3 | 0,0  | 0,0  | 4,0 | 1,0 | 1,0 | 1,0 | 2,0 |
| 2012     | Orlando Magic | 5  | 0  | 17,6 | 44,4 | 0,0  | 57,1 | 6,6 | 0,2 | 0,4 | 1,0 | 4,0 |
| 2013     | L.A. Lakers   | 4  | 1  | 20,5 | 36,8 | 0,0  | 0,0  | 3,0 | 0,3 | 0,3 | 0,3 | 3,5 |
| 2015     | Brooklyn Nets | 2  | 0  | 6,5  | 20,0 | 66,7 | 0,0  | 1,0 | 0,0 | 0,5 | 0,0 | 3   |
| Carriera | Carriera      | 15 | 1  | 13,5 | 35,8 | 28,6 | 66,7 | 3,5 | 0,3 | 0,4 | 0,5 | 3,1 |

## Palmarès

### Squadra
- Coppa del Montenegro: 1

Budućnost: 2019

### Individuale
- McDonald's All-American Game (2006)